# Éruption du Vésuve, vue depuis l'Atrio del Cavallo
Éruption du Vésuve, vue depuis l'Atrio del Cavallo est une peinture de l’artiste français Pierre-Jacques Volaire réalisée à la fin du XVIIIe siècle. 
Ce tableau est l’un des multiples exemplaires peints par Volaire sur les éruptions du Vésuve qui étaient assez fréquentes à son époque. Sur chaque peinture, quelques différences apparaissent, que ce soit dans le titre, dans l’angle de vue choisi ou par les détails mis en avant. Grâce à son sujet de prédilection, Volaire est vite devenu le principal représentant du védutisme napolitain.

## Description
Éruption du Vésuve, vue depuis l'Atrio del Cavallo est une peinture à l'huile sur toile d'une hauteur de 78 cm et d'une largeur de 167 cm. Les couleurs utilisées par l'artiste sont diamétralement opposées. D’un côté, un ton chaud symbolise le volcan en activité et de l'autre, un aspect noir et sombre souligne une ambiance nocturne. Seule la Lune vient éclairer cette partie du tableau. L'artiste essaye ainsi de faire transparaître la puissance et la chaleur d'une éruption volcanique. Au premier plan, plusieurs personnes admirent l'éruption, pourtant dangereuse. Les tableaux de Volaire étaient alors de simples souvenirs comme les cartes postales peuvent l'être aujourd'hui.
En 1998 à New York, un de ses tableaux représentant une éruption du Vésuve quasi identique s’est vendu à 1 million de dollars. Vingt ans plus tard en 2019 à Nevers, une autre de ses œuvres montrant ce même paysage s'est vendue à 319 200 euros.
De nombreux tableaux de Volaire sont exposés dans des célèbres musées à travers le monde comme le Louvre, mais beaucoup d’œuvres restent dans des collections privées.